# Jordan Chiles
Jordan Chiles est une gymnaste artistique américaine, née le 15 avril 2001 à Tualatin dans l'Oregon, aux États-Unis.

## Biographie
Elle est médaillée d'argent du concours général par équipes des Jeux olympiques d'été de 2020 à Tokyo.
Elle remporte la médaille d'or du concours général par équipes des Jeux olympiques d'été de 2024 à Paris. L'Américaine a obtenu le bronze sur le sol après une réclamation, la note de difficulté était réévaluée de 5.8 à 5.9 et sa note finale de 13.666 à 13.766 mais, cinq jours après, le Tribunal arbitral du sport est revenu sur la note de la gymnaste, attribuant le bronze à la Roumaine Ana Barbosu.

## Palmarès

### Jeux olympiques
- Paris 2024 :
  -  médaille d'or au concours général par équipe

- Tokyo 2020
  -  médaille d'argent au concours général par équipe

### Championnats du monde
- Liverpool 2022
  -  médaille d’or au concours par équipes
  -  médaille d'argent au saut
  -  médaille d'argent au sol

### Jeux panaméricains
- Santiago 2023
  -  médaille d’or au concours par équipes
  -  médaille d'argent au saut
  -  médaille de bronze au concours général individuel